# Річард Греко
Річард Греко (англ. Richard Grieco; нар. 23 березня 1965) — американський актор.

## Біографія
Річард Греко народився 23 березня 1965 року в місті Вотертаун штат Нью-Йорк, США. Батько італієць Річард Греко старший, мати ірландка Каролін О'Рейлі. У сім'ї були також його сестри Елізабет і Лаура, і брат Девід. Навчався в Центральному державному коледжі Коннектикуту на відділенні політичних наук і грав там за збірну з американського футболу. Після декількох травм і операцій на коліні покинув спорт. Річард працював моделлю для компаній Chanel, Armani, Versace і Calvin Klein.
Перша роль була у 1987 році в серіалі «Одне життя, щоб жити». У 1988 році Греко почав періодично з'являтися в ролі детектива Денніса Букера в серіалі «Джамп-стріт, 21» з Джонні Деппом у головній ролі, а потім у його продовженні «Букер», де головним був уже персонаж Річарда. Дебют у кіно відбувся у фільмі «Якби погляди могли вбивати» (1991).
У 1994 році Річард почав кар'єру співака з групою «Dunmore Band». У 1995 році випустив диск «Waiting for the Sky to Fall». Пізніше він почав співпрацювати з музичним менеджером Шеріл Богарт і заснував в 2004 році групу «Wasteland Park».

## Особисте життя
У Річарда Греко є син Ділон Джастіс Сіссонс (1999) від його колишньої дівчини, моделі та акторки Кімбер Сіссонс.

## Фільмографія
| Рік       |    | Українська назва                        | Оригінальна назва                                 | Роль                |
| --------- | -- | --------------------------------------- | ------------------------------------------------- | ------------------- |
| 1987      | с  | Одне життя, щоб жити                    | One Life to Live                                  | Рік Гарднер         |
| 1987      | с  | Із грязі в князі                        | Rags to Riches                                    | Біллі Галенто       |
| 1988      | с  | Хто тут Бос?                            | Who's the Boss?                                   | Мауріціо            |
| 1988      | с  | Факти з життя                           | The Facts of Life                                 | Бен                 |
| 1988      | с  | Зоопарк у Бронксі                       | The Bronx Zoo                                     | Вінс                |
| 1988—1989 | с  | Джамп-стріт, 21                         | 21 Jump Street                                    | офіцер Денніс Букер |
| 1989—1990 | с  | Букер                                   | Booker                                            | Денніс Букер        |
| 1991      | ф  | Якби погляди могли вбивати              | If Looks Could Kill                               | Майкл Корбен        |
| 1991      | ф  | Гангстери                               | Mobsters                                          | Багсі Сігел         |
| 1993      | ф  | Небезпечний експеримент                 | Tomcat: Dangerous Desires                         | Том                 |
| 1993      | тф | Народжений бігти                        | Born to Run                                       | Нікі Донателло      |
| 1993      | тф | Гра Ніка                                | Nick's Game                                       | Дель Піццо, Нік     |
| 1994      | тф | Гріх і спокута                          | Sin & Redemption                                  | Джим Макденіелс     |
| 1995      | тф | Клятва вбити                            | A Vow to Kill                                     | Ерік                |
| 1995      | тф | Залишитися в живих                      | It Was Him or Us                                  | Джин Шепард         |
| 1995      | ф  | Руйнівниця                              | The Demolitionist                                 | Скажений Пес Берн   |
| 1995      | ф  | Підозрілий план                         | Suspicious Agenda                                 | Тоні Кастагне       |
| 1995      | в  | Болт                                    | Bolt                                              | Болт                |
| 1995      | с  | Маркер                                  | Marker                                            | Річард ДеМорра      |
| 1994—1996 | мс | Гаргульї                                | Gargoyles                                         | Тоні Дракон         |
| 1995      | мс | Фантастична четвірка                    | Fantastic Four                                    | Примарний Гонщик    |
| 1996      | мс | Неймовірний Халк                        | The Incredible Hulk                               | Примарний Гонщик    |
| 1996      | тф | Нелюдський                              | Inhumanoid                                        | Адам                |
| 1997      | тф | Коли час спливає                        | When Time Expires                                 | Тревіс Бек          |
| 1997      | ф  | Проти закону                            | Against the Law                                   | Рекс                |
| 1997      | ф  | Звільнення                              | The Journey: Absolution                           | сержант Бредлі      |
| 1997      | ф  | Взаємні потреби                         | Mutual Needs                                      | Брендон Кольє       |
| 1998      | ф  | Правила гри                             | Blackheart                                        | Рей                 |
| 1998      | ф  | Синдбад: Битва Темних лицарів           | Sinbad: The Battle of the Dark Knights            | Синдбад             |
| 1998      | ф  | Ніч у Роксбері                          | A Night at the Roxbury                            | Річард Гріко        |
| 1998      | ф  | Садівник                                | The Gardener                                      | Дін                 |
| 1998      | тф | Бранець                                 | Captive                                           | Джо Гудіс           |
| 1999      | тф | Остаточний обман                        | Ultimate Deception                                | Боббі Вудкін        |
| 1999      | ф  | Небеса або Вегас                        | Heaven or Vegas                                   | Navy                |
| 2000      | ф  | Почерк вбивці                           | Michael Angel                                     | Майкл Кіллан        |
| 2000      | ф  | Точка відліку                           | Point Doom                                        | Рік Гансен          |
| 2001      | ф  | Частини тіла Гарольда Роббінса          | Vital Parts                                       | Тай Кіннік          |
| 2001      | ф  | Остаточна розплата                      | Final Payback                                     | Джої Рендалл        |
| 2001      | ф  | Північ у Мангеттені                     | Manhattan Midnight                                | Midnight            |
| 2001      | ф  | Східний експрес                         | Death, Deceit & Destiny Aboard the Orient Express | Джек Чейс           |
| 2001      | в  | Останній крик                           | Last Cry                                          | Джей Сі Гейл        |
| 2002      | ф  | Солодка помста                          | Sweet Revenge                                     | Френк               |
| 2002      | ф  | Риба не моргає                          | Fish Don't Blink                                  | Піт                 |
| 2003      | ф  | Самайн                                  | Evil Breed: The Legend of Samhain                 | Марк                |
| 2003      | тф | Книга днів                              | Book of Days                                      | Фінч                |
| 2003      | тф | Павукові мережі                         | Webs                                              | Декан               |
| 2004      | тф | Привид з глибини                        | Phantom Force                                     | Марк Дюпре          |
| 2004      | ф  | Просто, як смерть                       | Dead Easy                                         | Саймон Сторм        |
| 2005      | ф  | Поцілунок навиліт                       | Kiss Kiss Bang Bang                               | кіноактор           |
| 2006      | ф  | Забудь про це                           | Forget About It                                   | Ентоні Амато        |
| 2006—2007 | с  | Вероніка Марс                           | Veronica Mars                                     | Стів Ботандо        |
| 2007      | ф  | Територія зомбі                         | Raiders of the Damned                             | Льюїс               |
| 2011      | вг | Marvel vs. Capcom 3: Fate of Two Worlds | Marvel vs. Capcom 3: Fate of Two Worlds           | Примарний Гонщик    |
| 2011      | тф | Всемогутній Тор                         | Almighty Thor                                     | Локі                |
| 2013      | в  | Земний апокаліпсис                      | AE: Apocalypse Earth                              | капітан Сем Кроу    |
| 2014      | кф | Вірусне відео                           | Viral Video                                       |                     |
| 2014      | ф  | Мачо і ботан 2                          | 22 Jump Street                                    | Букер               |
| 2014      | ф  | Після півночі                           | After Midnight                                    | доктор Сем Габбард  |
| 2015      | ф  | Кішки танцюють на Юпітері               | Cats Dancing on Jupiter                           | Дерек Стоктон       |
| 2015      | ф  | Будинок не дім                          | A House Is Not a Home                             | Рафкін              |
| 2015      | ф  | Хвилини до півночі                      | Minutes to Midnight                               | шериф Вайет         |
| 2015      | ф  | Зелена фея                              | The Green Fairy                                   | Оповідач            |
| 2015      | ф  | Хімік                                   | The Chemist                                       | Стоун               |